# Douchy (Aisne)
Douchy és un municipi francès situat al departament de l'Aisne i a la regió dels Alts de França. L'any 2007 tenia 143 habitants.

## Demografia

### Població
El 2007 la població de fet de Douchy era de 143 persones. Hi havia 60 famílies de les quals 20 eren unipersonals (4 homes vivint sols i 16 dones vivint soles), 12 parelles sense fills, 24 parelles amb fills i 4 famílies monoparentals amb fills.
La població ha evolucionat segons el següent gràfic:
Habitants censats

### Habitatges
El 2007 hi havia 67 habitatges, 59 eren l'habitatge principal de la família, 3 eren segones residències i 5 estaven desocupats. Tots els 67 habitatges eren cases. Dels 59 habitatges principals, 37 estaven ocupats pels seus propietaris, 20 estaven llogats i ocupats pels llogaters i 2 estaven cedits a títol gratuït; 13 tenien tres cambres, 20 en tenien quatre i 26 en tenien cinc o més. 34 habitatges disposaven pel capbaix d'una plaça de pàrquing. A 17 habitatges hi havia un automòbil i a 23 n'hi havia dos o més.

### Piràmide de població
La piràmide de població per edats i sexe el 2009 era:
| Homes | Edats   | Dones |
| ----- | ------- | ----- |
| 0     | 95 o +  | 0     |
| 0     | 90 a 94 | 0     |
| 0     | 85 a 89 | 0     |
| 0     | 80 a 84 | 0     |
| 0     | 75 a 79 | 0     |
| 8     | 70 a 74 | 12    |
| 0     | 65 a 69 | 12    |
| 0     | 60 a 64 | 0     |
| 0     | 55 a 59 | 0     |
| 8     | 50 a 54 | 4     |
| 8     | 45 a 49 | 8     |
| 4     | 40 a 44 | 8     |
| 4     | 35 a 39 | 8     |
| 12    | 30 a 34 | 4     |
| 4     | 25 a 29 | 4     |
| 8     | 20 a 24 | 4     |
| 8     | 15 a 19 | 12    |
| 16    | 10 a 14 | 12    |
| 4     | 5 a 9   | 0     |
| 0     | 0 a 4   | 0     |

## Economia
El 2007 la població en edat de treballar era de 86 persones, 59 eren actives i 27 eren inactives. De les 59 persones actives 49 estaven ocupades (29 homes i 20 dones) i 10 estaven aturades (5 homes i 5 dones). De les 27 persones inactives 12 estaven jubilades, 4 estaven estudiant i 11 estaven classificades com a «altres inactius».

### Ingressos
El 2009 a Douchy hi havia 58 unitats fiscals que integraven 144 persones, la mediana anual d'ingressos fiscals per persona era de 12.855 €.

### Activitats econòmiques
Dels 3 establiments que hi havia el 2007, 1 era d'una empresa de construcció, 1 d'una empresa de serveis i 1 d'una empresa classificada com a «altres activitats de serveis».
L'any 2000 a Douchy hi havia 5 explotacions agrícoles.

## Poblacions més properes
El següent diagrama mostra les poblacions més properes.